# جواو كارلوس ألميدا
جواو كارلوس ألميدا (بالبرتغالية: João Carlos Almeida‏) هو منافس ألعاب قوى برتغالي، ولد في 5 أبريل 1988.

## وصلات خارجية
- جواو كارلوس ألميدا على موقع الاتحاد الدولي لألعاب القوى (الإنجليزية)
- جواو كارلوس ألميدا على موقع الاتحاد الأوروبي لألعاب القوى (الإنجليزية)
- جواو كارلوس ألميدا على موقع أوليمبيديا (الإنجليزية)